# 物理学における時間

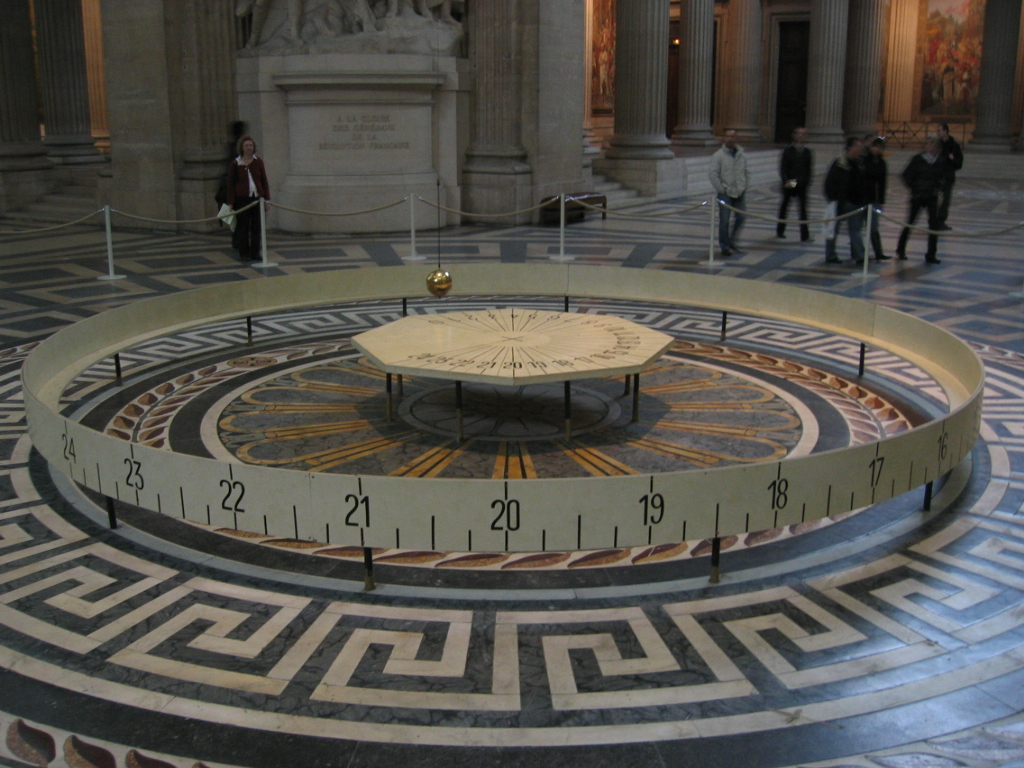
パリ・パンテオンのフーコーの振り子。地球の回転を実証するだけでなく、時間を測定することもできる。

物理学における時間は、その測定によって定義される。すなわち、時間は時計によって読み取られるものである。
時間はスカラー量であり、長さ、質量、電荷のように、通常は基本量として記述される。時間は他の物理量と数学的に組み合わせて、運動、運動エネルギー、時間依存の場などの他の概念を導出することができる。計時は、技術的および科学的な問題の複合であり、記録管理の基礎の一部である。

## 時間の記録
時計ができるより以前、文明の各時代において、当時理解できる物理的プロセスによって時間が測定された。
- 毎年ナイル川の洪水（英語版）を記録するために、シリウスの最初の出現（ヒライアカル・ライジングを参照）を利用した[3]。
- 永遠に続くように見える、夜と昼の周期の連続[4]
- 夜明けの太陽の最初の出現の地平線上の位置[5]
- 空における太陽の位置[6]
- 昼間の正午の瞬間の記録[7]
- 日時計のグノモンによる影の長さ[8]

最終的に、操作的定義を使用して、計器で時間の経過を特徴付けることが可能になった。同時に、時間の概念は、次節以降のように進化した。

## 時間の計測単位: 秒
国際単位系 (SI) では、時間の単位は秒（記号: s）である。これはSI基本単位の一つであり、現在は「セシウム133原子の基底状態の2つの超微細構造準位の間の遷移に対応する放射の周期の9 192 631 770倍の継続時間」と定義されている。この定義は、セシウム原子時計の動作に基づいている。

### 計時技術の最前線
世界中で使用されている協定世界時 (UTC) は、原子時計の標準に基づいている。原子時計による時間基準の相対的な精度は、現在、10−15（約3,000万年に1秒に相当）程度である。観測可能と見なされる最小の時間間隔はプランク時間と呼ばれる。それは約5.391×10−44秒であり、現在の時間基準の分解能よりも数桁小さい。

## 時間の概念

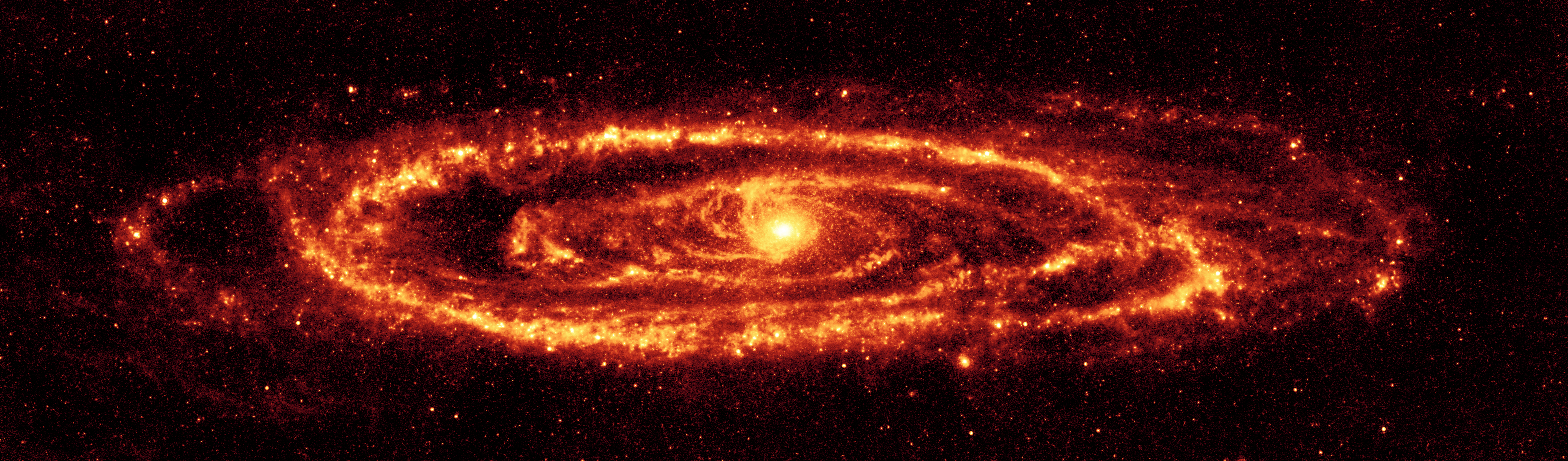
アンドロメダ銀河 (M31) は地球から200万光年離れている。すなわち、我々は200万年前のM31の光を見ている。これは、地球上に人類が生まれるより前である。

ガリレオやニュートンを含む20世紀までの大部分の人々は、時間は全ての人にとって同じであると考えていた。これは、時間をパラメータとするタイムライン（時間線）の基礎である。現代の時間観は、アインシュタインの相対性理論に基づいている。アインシュタインの相対性理論では、時間の進み方は相対的な動きに応じて異なっており、時間と空間は時空に統合されている。我々は、時間線ではなく世界線の上で生活している。この視点では、時間は座標である。支配的な宇宙論のモデルであるビッグバン理論によると、時間自体は約138億年前に宇宙全体の一部として始まった。 

### 自然の中の規則
時間を測定するために、何らかの周期的現象の発生（事象）の数を記録することができる。物理法則が定式化される以前、季節の定期的な訪れや、太陽・月・星の動きが記録され、数千年にわたって表にされてきた。
太陽は時間の流れの調停者だったが、時間は何千年もの間時間 (hour) の単位でしか計測されなかった。それゆえ、グノモンの使用は世界のほとんど、特にユーラシア、そして少なくとも東南アジアのジャングルの南の部分でさえも知られていた。
特に、宗教的目的のために維持された天文台は、星の規則的な動き、さらにはいくつかの惑星を確認するのに十分なほど正確になった。
計時は、最初は司祭が手で行い、後に商業のために時計職人が職務の一部として時間を記録した。分点の表、砂時計、水時計はますます正確になり、最終的には信頼性が高まった。海上の船においては、船員は砂時計を回して時間を計測した。

#### 機械式時計
聖オルバン修道院の修道院長であるウォリングフォードのリチャード（1292年-1336年）は、1330年頃に天文学の太陽系儀として機械式時計を作ったことで有名である。
ウォリングフォードのリチャードの時代には、ラチェットと歯車を使用することで、ヨーロッパのそれぞれの町の時計に時間を表示する仕組みを作ることが可能になっていた。科学革命の時代になると、時計は家庭が個人用の時計や懐中時計を所有するのに十分に小型化された。最初は、王族たちだけがそれを買う余裕があった。振り子時計は、18世紀から19世紀にかけて広く使われた。 それらは、クォーツ時計やデジタル時計が一般に使用されるようになって置き換えられた。原子時計は理論的に何百万年もの正確な時間を保つことができ、標準と科学的使用に適している。

### ガリレオ: 時間の流れ
1583年、ガリレオ・ガリレイ（1564年-1642年）は、ピサ大聖堂でのミサのとき、揺れるランプの動きを自分の脈拍で計時することで、振り子の振動に一定の周期があることを発見した。
『新科学対話』（1638年）では、ガリレオは、青銅製の球が斜面の既知の距離を横切るのにかかる時間を測定するのに水時計を使用した。この水時計は、以下のようなものであった。
「高い位置に置かれた大きな水槽の底部に細い管が取り付けられ、そこから水が少しずつ出るようになっている。その流路の全部もしくは一部について、その水を各降下の時間の間に小さな器で集める。各降下の時間に集めた水を、非常に正確な天秤で計量する。水の重量の比率や違いにより、時間の比率や違いを知ることができる。その操作を何度も何度も繰り返したが、結果には大きな違いはなかった。
球の動きを記述するために、文字通りの「時間の流れ」を測定するためのガリレオの実験的機構は、ニュートンの『自然哲学の数学的諸原理』（プリンキピア）での以下の声明に先に立つものであった。
「私は、時間・空間・場所・動きを定義しない。これらは全ての人によく知られている。」
ガリレイ変換は、全ての基準系で時間が同じであると仮定する。

### ニュートンの物理学: 線形時間
アイザック・ニュートン（1643年-1727年）が重力の下で落下する物体の動きを導いた1665年頃、数理物理学の最初の明確な定式化が始まった。そこでは、線形時間は「普遍的な時計」として考えられた。
「絶対的な、真の、そして数学的な時間は、それ自体、そしてそれ自身の性質から、外部のものに関係なく等しく流れる。そして別の名前では持続時間 (duration) と呼ばれる。相対的な、明白な、そして共通の時間は、実際の時間の代わりに一般的に使用される動きの手段による持続時間のいくつかの知覚可能で外部的な（正確か不平等の）尺度である。例えば、時間、日、月、年などである。
ガリレオが説明した水時計機構は、実験中に水の層流を提供するように設計されており、実験期間中一定の水流を提供し、ニュートンが持続時間と呼んだものを具体化している。
この節では、以下に列挙する関係は、考慮している物理システムの挙動の指標となるパラメータとして、時間を扱う。ニュートンの変量 (fluent) は「時間の線形流れ」（彼はこれを「数学的時間」と呼んでいる）を扱うので、時間は線形に変化するパラメータであると考えられる。これは、時計に直面したときの時間の経過を抽象化したものである。カレンダーや航海日誌は、時、日、月、年、世紀の経過にマッピングできる。 

### 熱力学と不可逆性のパラドックス
1798年までに、ベンジャミン・トンプソン（1753年-1814年）は、仕事が限界なしに熱に変わる可能性があることを発見した。これは、エネルギー保存の法則（熱力学第一法則）の先駆けとなるものであった。
1824年、サディ・カルノー（1796年-1832年）は、抽象的なエンジンであるカルノーサイクルで蒸気機関を科学的に分析した。ルドルフ・クラウジウス（1822年-1888年）は熱力学第二法則で、カルノーエンジンが利用できる自由エネルギーの絶えず減少する量に影響を及ぼす障害の尺度・エントロピーを指摘した。 
したがって、任意の所与の温度において、より小さなエントロピーからより大きなエントロピーへの熱力学的系の継続的な経過は、時間の矢を規定する。スティーブン・ホーキングは、以下の3つの時間の矢を特定している
- 心理的な時間の矢 - 不可解な流れの我々の認識
- 熱力学的な時間の矢 - エントロピーの増大によって区別される
- 宇宙論の時間の矢 - 宇宙の拡大によって区別される

エントロピーは孤立した熱力学系において最大であり、増加する。対照的に、エルヴィン・シュレーディンガー（1887年-1961年）は、生命は「負のエントロピーの流れ」に依存すると指摘した。イリヤ・プリゴジン（1917年-2003年）は、生命と同様に平衡から遠い他の熱力学系も、安定した時空構造を示すことができると述べた。 その後すぐに、化学溶液中で振動する色を示すベロウソフ・ジャボチンスキー反応が報告された。これらの非平衡熱力学的分枝は不安定な分岐点に達し、別の熱力学的分枝はその代わりに安定する。

### 電磁気学と光速度
1864年、ジェームズ・クラーク・マクスウェル（1831年-1879年）は、電気と磁気の複合的な理論を提示した。彼は、これらの2つの現象に関連して知られている全ての法則を4つの方程式にまとめた。これらのナブラ演算子({\displaystyle \nabla })を使用したベクトル計算式は、電磁気学のためのマクスウェル方程式として知られている。
自由空間（すなわち、電荷を含まない空間）では、方程式は次の形式をとる（SI単位を使用）。
{\displaystyle \nabla \times \mathbf {E} =-{\frac {\partial \mathbf {B} }{\partial t}}}
{\displaystyle \nabla \times \mathbf {B} =\mu _{0}\varepsilon _{0}{\frac {\partial \mathbf {E} }{\partial t}}={\frac {1}{c^{2}}}{\frac {\partial \mathbf {E} }{\partial t}}}
{\displaystyle \nabla \cdot \mathbf {E} =0}
{\displaystyle \nabla \cdot \mathbf {B} =0}
ここで、
ε0 と μ0 は自由空間の誘電率と透磁率、
c = {\displaystyle 1/{\sqrt {\epsilon _{0}\mu _{0}}}} は自由空間の光速度（299 792 458 m/s）、
E は電場、
B は磁場
である。
これらの方程式は、電磁波の形での解を可能にする。電磁波は、相互に垂直に、かつ伝播方向に対しても垂直に振動する電場および磁場によって形成される。これらの波は、それを発生させた電荷の速度にかかわらず、常に光速度 c で伝播する。
マクスウェル方程式が任意の慣性系（等速の基準系）に保持されていると仮定したとき、光が常に速度 c で移動すると予測されるという事実は、ガリレイの相対性原理と矛盾する。ガリレイ変換によれば、光に対して併走（または逆行）する観察者の基準系における光の速度は減少（または増加）することが予測されるからである。
そこで、エーテルを基準にした絶対座標系が存在し、その座標系でのみマクスウェルの方程式が厳密に成立すると予測された。
マイケルソン・モーリーの実験では、エーテルに対する地球の動きによる光の相対速度の違いを検出することができず、マックスウェルの方程式は実際には全ての系で成り立つことが示唆された。1875年、ヘンドリック・ローレンツ（1853年-1928年）は、マクスウェルの方程式はそのままで、マイケルソン・モーリーの実験の否定的な結果を説明することができるローレンツ変換を発見した。アンリ・ポアンカレ（1854年-1912年）は、ローレンツ変換の重要性に注目し、それを普及させた。特に、鉄道車両の例えは、1905年のアインシュタインの論文より前に出版された『科学と仮説』に記載されている。
ローレンツ変換は空間の収縮と時間の遅れを予測した。1905年まで、前者は（電気的性質である）分子間力の変化のために、エーテルに対して移動する物体の物理的収縮として解釈され、後者は単なる数学的な規定であると考えられていた。

### アインシュタインの物理学: 時空
アルベルト・アインシュタインの1905年の特殊相対性理論は、絶対時間の概念に挑戦し、時間の線形流れを示す時計の同期の定義のみを定式化することができた。 
空間のA地点に時計があるとき、Aの観察者は、Aの直近の事象の時間値を、事象と同時に時計の針を見ることによって決定することができる。空間のB地点にA地点と同様の時計があるとき、Bの観測者はBの直近の事象の時間値を決定することが可能である。

しかし、Aの事象とBの事象を時間の観点で比較することは、それ以上の前提がなければ不可能である。我々はこれまで「Aの時間」と「Bの時間」のみを定義してきた。 
我々はAとBの共通の「時間」を定義していない。というのも、光がAからBに移動するのに必要な「時間」は、BからAに移動するのに必要な「時間」に等しいと我々が「定義」しない限り、これを定義することはできないからである。ここで、「A時刻」tAに光をAからBに向かって発射し、「B時刻」tBにBでAの方向に反射させ、「A時刻」t′Aに到着したとする。
定義によれば、以下の通りであれば、2つの時計は同期している。
{\displaystyle t_{\text{B}}-t_{\text{A}}=t'_{\text{A}}-t_{\text{B}}{\text{.}}\,\!}
同期のこの定義には矛盾がなく、任意の点で可能であること、次の関係が普遍的に有効であることを仮定する。
1. Bの時計がAの時計と同期すると、Aの時計はBの時計と同期する。
2. Aの時計がBの時計およびCの時計と同期すると、BおよびCの時計も互いに同期する。
—アルベルト・アインシュタイン、運動物体の電気力学について 
アインシュタインは、光速度が基準系の間で変化しない場合、速度が空間と時間で「定義」されるため、移動する観測者が静止した観測者と同じ光速度を測定するように、空間と時間がなっている必要があることを示した。
{\displaystyle \mathbf {v} ={d\mathbf {r}  \over dt}{\text{,}}} ここで、 r は位置、 t は時間。
実際、ローレンツ変換（x 軸が相対速度の方向に向けられた相対運動における2つの基準系について）
{\displaystyle {\begin{cases}t'&=\gamma (t-vx/c^{2}){\text{ where }}\gamma =1/{\sqrt {1-v^{2}/c^{2}}}\\x'&=\gamma (x-vt)\\y'&=y\\z'&=z\end{cases}}}
はz軸周りのユークリッド回転がx座標とy座標を混合するのと同様の方法で、空間と時間を「混合」すると言える。これには、同時性の相対性も含まれる。 

事象Bは、緑色の基準系では事象Aと同時に発生するが、青い系では事象Aの前に発生し、赤い系では事象Aの後に発生する。

より具体的には、ローレンツ変換は、4次元のミンコフスキー空間の座標の変化である双曲回転 {\displaystyle {\begin{pmatrix}ct'\\x'\end{pmatrix}}={\begin{pmatrix}\cosh \phi &-\sinh \phi \\-\sinh \phi &\cosh \phi \end{pmatrix}}{\begin{pmatrix}ct\\x\end{pmatrix}}{\text{ where }}\phi =\operatorname {artanh} \,{\frac {v}{c}}}であり、次元は ct である（ユークリッド空間では、通常の回転 {\displaystyle {\begin{pmatrix}x'\\y'\end{pmatrix}}={\begin{pmatrix}\cos \theta &-\sin \theta \\\sin \theta &\cos \theta \end{pmatrix}}{\begin{pmatrix}x\\y\end{pmatrix}}} は対応する座標の変化である）。
光速度 c は、時空の次元を長さと時間という2種類の単位で測定するために必要な変換係数と見ることができる。メートルは現在は秒で定義されているため、光速度の「正確な」値は299 792 458 m/sである。ユークリッド空間でも、例えば幅を海里で、深さをフィートで計測した場合に、同様の係数が必要になる。物理学では、方程式を単純化するために、c = 1とする単位系が使用されることがある。
「移動する」基準系の時間は、以下の関係（∆x′ = 0, ∆τ = ∆t′ を置くことによってローレンツ変換によって導くことができる）によって「静止」よりもゆっくりと進むことが示される。 
{\displaystyle \Delta t={{\Delta \tau } \over {\sqrt {1-v^{2}/c^{2}}}}}
ここで、
- ∆τ は移動基準系で測定された同じ場所で発生する2つの事象間の時間（例えば、移動する時計の2つのティック）。2つの事象の間の固有時と呼ばれる
- ∆t は同じ2つの事象間の時間を、静止基準系で測定した時間、
- v は静止基準系に対する移動基準系の速度、
- c は光速度

である。
従って、移動する物体は、より遅い時間の経過を示す。これは時間の遅れとして知られている。
これらの変換は、2つの「一定の」相対速度の系に対してのみ有効である。他の状況に素朴に適用すると、双子のパラドックスのようなパラドックスが生まれる。
そのパラドックスは、例えばアインシュタインの一般相対性理論を用いて解決することができる。これは、加速された非慣性基準系の幾何学であるリーマン幾何学を使用する。ミンコフスキー空間の記述に計量テンソルを適用して、
{\displaystyle \left[(dx^{1})^{2}+(dx^{2})^{2}+(dx^{3})^{2}-c(dt)^{2})\right],}
アインシュタインは、マクスウェルの方程式を保存するローレンツ変換に対する幾何学的解を開発した。アインシュタイン方程式は、与えられた時空の領域とその領域のエネルギー密度における、空間と時間の計測値の間の正確な関係を与える。
アインシュタインの方程式は、重力場の存在によって時間が変化することを予測している（シュワルツシルト解を参照）。
{\displaystyle T={\frac {dt}{\sqrt {\left(1-{\frac {2GM}{rc^{2}}}\right)dt^{2}-{\frac {1}{c^{2}}}\left(1-{\frac {2GM}{rc^{2}}}\right)^{-1}dr^{2}-{\frac {r^{2}}{c^{2}}}d\theta ^{2}-{\frac {r^{2}}{c^{2}}}\sin ^{2}\theta \;d\phi ^{2}}}}}
ここで、
{\displaystyle T} は距離 {\displaystyle r} にある物体の重力による時間の遅れ、
{\displaystyle dt} は座標時の変化、または座標時の間隔、
{\displaystyle G} は重力定数、
{\displaystyle M} は場を生成している質量
{\displaystyle {\sqrt {\left(1-{\frac {2GM}{rc^{2}}}\right)dt^{2}-{\frac {1}{c^{2}}}\left(1-{\frac {2GM}{rc^{2}}}\right)^{-1}dr^{2}-{\frac {r^{2}}{c^{2}}}d\theta ^{2}-{\frac {r^{2}}{c^{2}}}\sin ^{2}\theta \;d\phi ^{2}}}} は固有時{\displaystyle d\tau }の変量、または固有時の間隔である。
または、以下の簡単な近似を使用することもできる。
{\displaystyle {\frac {dt}{d\tau }}={\frac {1}{\sqrt {1-\left({\frac {2GM}{rc^{2}}}\right)}}}}
つまり、重力場が強ければ強いほど（従って、加速が大きくなるほど）、ゆっくりと時間が流れる。時間の遅れの予測は、粒子加速実験と宇宙線の証拠によって確認される。重力による時間の遅れは、太陽のような巨大な物体の近くで重力赤方偏移とシャピロ遅延の現象を引き起こす。GPSは、この効果を考慮して信号を調整する必要がある。
アインシュタインの一般相対性理論によれば、自由に動く粒子は、その固有時を最大にする時空の歴史をたどる。この現象は最大老化の原理とも呼ばれ、エドウィン・F・テイラーとジョン・ホイーラーによって、次のように記述されている。
極値老化の原理：2つの事象の間に自由な物体が時空の中でたどる経路は、物体の時計に記録されたこれらの事象間の時間経過が極値となる経路である。
アインシュタインの理論は、宇宙のあらゆる点を「中心」として扱うことができるという仮定に基づいており、それに対応して、物理学は全ての基準系において同じように作用しなければならない。彼のシンプルでエレガントな理論は、時間は慣性系に対し相対的であることを示している。慣性系では運動の第1法則が成り立つ。それ自身の局所的な系を持ち、それゆえ、空間と時間の「独自の」測定値を持っている。「普遍的な時計」は存在しない。少なくとも2つの系の間で同期の動作を実行する必要がある。

### 量子力学における時間
量子力学の方程式には時間のパラメータがある。シュレーディンガー方程式は
{\displaystyle H(t)\left|\psi (t)\right\rangle =i\hbar {\partial  \over \partial t}\left|\psi (t)\right\rangle }
であり、その解の一つが
{\displaystyle |\psi _{e}(t)\rangle =e^{-iHt/\hbar }|\psi _{e}(0)\rangle }
である。ここで、 {\displaystyle e^{-iHt/\hbar }} は時間発展演算子と呼ばれ、 H はハミルトニアンである。
しかし、上に示したシュレーディンガー描像は、古典力学のポアソン括弧と類似しているハイゼンベルク描像と等価である。ポアソン括弧は非ゼロの交換子（可観測量 A とハミルトニアン H の場合 [H,A]）に置き換えられる。
{\displaystyle {\frac {d}{dt}}A=(i\hbar )^{-1}[A,H]+\left({\frac {\partial A}{\partial t}}\right)_{\mathrm {classical} }}
この方程式は、量子物理学における不確定性の関係を示している。例えば、時間（可観測量 A）とエネルギー E （ハミルトニアン H より）より以下が得られる。
{\displaystyle \Delta E\Delta T\geq {\frac {\hbar }{2}}}
ここで
{\displaystyle \Delta E} はエネルギーの不確定性
{\displaystyle \Delta T} は時間の不確定性
{\displaystyle \hbar } はプランク定数
より正確には、一連の事象の持続時間を測定する精度が高いと、そのシーケンスに関連するエネルギーを測定する精度が低くなり、逆もまた同様である。この方程式は、時間が量子力学の演算子ではないため、標準的な不確定性の原理とは異なる。
対応する交換子の関係は、上記のエネルギーおよび時間の関係に類似した、運動量および位置における対応する不確定性原理とともに、相互に共役変数である運動量 p および位置 q についても成り立つ。
量子力学は元素の周期表の性質を説明している。オットー・シュテルンとヴァルター・ゲルラッハの磁場中の分子ビームの実験に始まり、イジドール・イザーク・ラービ（1898-1988年）は、ビームの磁気共鳴を変調することができた。1945年、ラービはこの技術を原子ビームの共鳴周波数を使った時計の基礎とすることを提案した。

## 力学系
力学系理論・散逸構造を参照。
時間は、系の幾何学的形状を明らかにし、操作することを可能にする力学系のパラメータ化であると言うことができる。「時間はカオスの暗黙の帰結（すなわち、非線形性・不可逆性）である」と主張されている。ブノワ・マンデルブロは、彼の著書『多重フラクタルと1/fノイズ (Multifractals and 1/f noise)』で内在時間 (intrinsic time) を導入している。

## 信号
信号は、上述の電磁波の応用の一つである。一般に、信号は、当事者と場所との間の通信の一部である。信号の例として、木に結ばれた黄色のリボン、教会の鐘の音などがある。信号は会話の一部であり、プロトコルに関係する。別種の信号として、町の時計や鉄道駅の時針の位置がある。利害関係者は、時間を知るために、その時計を見たいかもしれない（初期の時報の形式である報時球など）。

加速された質量粒子の世界線の発展。この世界線は、この時空図の時間的(timelike)に上部と下部に制限されている。この世界線は、上部（未来）または下部（過去）の光円錐を横切ることはできない。 左右のセクション（光円錐の外側にある）は空間的(spacelike)である。

我々は観測者として、「過去」の光円錐の中にいる相手や場所から信号を受信することができる。 しかし、「過去」の光円錐以外の相手や場所からの信号を受信することはできない。
電磁波の方程式の定式化によって、電気通信の分野が創設された。19世紀の電信では、いくつかの大陸と海域に渡る電気回路により、単純な短点、長点、スペースなどによる符号を送信することができた。このことから、一連の技術的問題が浮上してきた（Category:同期を参照）。しかし、我々の信号システムは、ジッターを除去する必要がある準同期の状態に限り、ほぼ同期することができる。
つまり、システムはGPSのような技術を使って（工学的な近似で）同期させることができる。GPS衛星は、重力波や他の相対論的要因が回路に与える影響を考慮する必要がある（自己クロック信号も参照）。

## 計時標準の技術
現在の米国の主要な計時標準は、レーザー冷却セシウム原子泉であるNIST-F1であり、最新の時間と周波数の標準である。過去には、アンモニアによる原子時計（1949年）、セシウムによるNBS-1（1952年）・NIST-7（1993年）が使われていた。それらの時計の不確かさは、5年間で10,000ナノ秒/日から0.5ナノ秒/日に減少した。2001年現在、NIST-F1の不確かさは0.1ナノ秒/日である。より正確な周波数標準の開発が進められている。
この時間・周波数標準では、セシウム原子の集団は1マイクロケルビンの温度にレーザ冷却される。原子は、6つのレーザー（各空間次元ごとに2つずつ、垂直（上下）・水平（左右）・前後）によって球状に集められる。垂直のレーザは、セシウムの球をマイクロ波空洞に押し込む。球が冷却されると、セシウムの集団はその基底状態まで冷却され、上記の「秒」の定義に記載されている固有周波数で光を発する。セシウムの集団からの放射には、11の物理的影響が考慮され、NIST-F1の時計で制御される。これらの結果はBIPMに報告される。
さらに、参照水素メーザーは国際原子時 (TAI) の周波数標準としてBIPMに報告されている。
時間の測定は、フランス・セーヴルにある国際度量衡局 (BIPM) によって監督され、測定の均一性と国際単位系 (SI) へのトレーサビリティを保証する。BIPMは、各国の計量研究所で構成される一連の諮問委員会を通じて、メートル条約の権限の下で活動している。

## 宇宙論における時間
一般相対性理論の方程式は非定常的な宇宙を予測する。しかし、アインシュタインは定常的な宇宙しか受け入れられず、これを反映するように、アインシュタイン方程式に宇宙定数を加える修正を行った。しかし、1927年、ジョルジュ・ルメートル（1894-1966年）は、一般相対性理論に基づいて、宇宙は原始的な爆発に由来すると主張した。その年の第5回ソルベー会議で、アインシュタインは"Vos calculs sont corrects, mais votre physique est abominable."（あなたの数学は正しいが、あなたの物理は嫌なものだ）と述べてルメートルの主張を拒絶した。1929年、エドウィン・ハッブル（1889-1953年）は膨張する宇宙の発見を発表した。現在一般に受け入れられている宇宙論モデルであるΛ-CDMモデルによれば、宇宙定数は正であり、従って宇宙は単に膨張しているだけでなく、膨張自体が加速している。
もし宇宙が膨張していたならば、過去の宇宙は現在よりもはるかに小さく、ゆえに宇宙は今より熱くて濃い状態になっていたはずである。ジョージ・ガモフ（1904-1968年）は、元素の周期表において元素が豊富であることは、高密度の宇宙での核反応によって説明がつくという仮説を立てた。この主張はフレッド・ホイル（1915-2001年）に批判され、ホイルはこれを否定するためにビッグバンという言葉を作った。エンリコ・フェルミらは、この過程は軽い元素のみが生成された後に停止してしまい、より重い元素の存在が説明できないと指摘した。

WMAPで得られた宇宙マイクロ波背景放射の変動の画像

ガモフは、宇宙が膨張中に冷却された後、宇宙に5-10ケルビンの黒体放射が残ると予測した。これは後の1965年にペンジアスとウィルソンによって示された。その後の実験で、宇宙は2.7ケルビンの温度に達していて、それに相当するビッグバン後の宇宙の年齢は138億年であるとわかった。
この劇的な結果によって、新たな問題が生じた。ビッグバンの特異性とプランク時間（観察可能な最小の時間）との間に何が起こったかについてである。いつ時空泡から時間が分離されたのかについては、対称性の破れに基づくヒントしかない（自発的対称性の破れ、宇宙の年表#最初期宇宙およびCategory:宇宙論の各項目を参照）。
一般相対性理論は、ビッグバンで始まった膨張する宇宙の現代的な概念をもたらした。相対性理論と量子論を用いて、私たちは宇宙の歴史を大まかに再構成することができた。現在では、電磁波が導体や電荷によって妨害されることなく伝播することができる。そして、夜空で我々から遠い距離にある星を見ることができる（大昔、ビッグバンから30万年後までは星空が見えなかった）。

## 再現
イリヤ・プリゴジンの再現は、「存在に先行する時間」である。（上記で議論したような）ニュートン、アインシュタイン、量子物理学が提供する時間の対称的な視点とは対照的に、プリゴジンは、統計的および熱力学的物理学は、時間の矢とビッグバンだけでなく不可逆的な現象も説明することができると指摘する。